# Simulium horacioi
Simulium horacioi är en tvåvingeart som beskrevs av Okazawa och Onishi 1980. Simulium horacioi ingår i släktet Simulium och familjen knott.
Artens utbredningsområde är Guatemala. Inga underarter finns listade i Catalogue of Life.